# Eickhoff (Nachrodt-Wiblingwerde)
Eickhoff ist ein Ortsteil der Gemeinde Nachrodt-Wiblingwerde im Märkischen Kreis im Regierungsbezirk Arnsberg in Nordrhein-Westfalen (Deutschland).

## Lage und Beschreibung
Der Wohnplatz befindet sich östlich des Höhendorfs Wiblingwerde am Kreinberger Bach, einem Zufluss der Lenne. 
Nachbarorte sind neben Wiblingwerde die Ortslagen und Wohnplätze Eilerde, Brantenhahn, Höchsten, Helbecke, Opperhusen, Stübbecken, Hallenscheid, Buchholz und Kreinberg.

## Geschichte
Eickhoff entstand erst in der ersten Hälfte des 19. Jahrhunderts und gehörte zum Schulbezirk Wiblingwerde der Steuergemeinde Wiblingwerde der Landbürgermeisterei Altena im Kreis Altena. Der laut der Ortschafts- und Entfernungs-Tabelle des Regierungs-Bezirks Arnsberg als Kotten kategorisierte Ort besaß 1839 ein einzelnes Wohngebäude und wurde als Eickhof bezeichnet. Zu dieser Zeit lebten vier Einwohner im Ort, allesamt evangelischen Bekenntnisses.
Der Ort ist ab der Preußischen Neuaufnahme von 1892 auf Messtischblättern der TK25 durchgehend als Eickhoff verzeichnet.
Die Gemeinde- und Gutbezirksstatistik der Provinz Westfalen führt 1871 den Ort mit einem Wohnhaus und sechs Einwohnern auf. Das Gemeindelexikon für die Provinz Westfalen gibt 1885 für Eickhoff eine Zahl von sieben Einwohnern an, die in einem Wohnhaus lebten. 1895 besaß der Ort ein Wohngebäude mit sechs Einwohnern, 1905 werden ein Wohnhaus und drei Einwohner angegeben.
Am 1. April 1907 wurden die Gemeinden Wiblingwerde und Kelleramt zu der Gemeinde Nachrodt-Wiblingwerde vereint, wodurch Eickhoff zum heutigen Gemeindegebiet kam.